# 투자신탁
투자신탁(投資信託)은 여러 투자자의 자금을 모아 펀드를 만들어 투자를 행하는 소위 집합투자조직(Collective Investment Scheme)이다. 국제투자신탁(國際投資信託)은 투자신탁이 국제간에 이루어지는 것을 말한다.
펀드(Fund)는 투자 신탁의 신탁 재산으로 조성된 기금을 가리키는 말이었으나, 요즈음은 자산 보유자 대신에 투자를 대행해 주는 투자신탁 금융상품을 일컫는 말로서, 자산관리 전문가가 국내 또는 해외의 자산(채권, 주식, 부동산 등)에 분산 투자하여 발생된 이익금을 되돌려 주는 상품이다. 대표적인 상품으로는 단기금융상품에 투자하고 그 수익을 고객에게 돌려주는 펀드인 MMF(Money Market Fund)와 주식시장에 투자한 후 그 수익을 배분하는 뮤추얼 펀드(Mutual Fund) 등이 대표적이다. 대한민국의 법률 용어로는 간접투자자산운용업법상 "간접투자"라고 한다.(제1조)

## 개요
신탁회사가 일반으로부터 투자자금을 모아 증권 투자의 전문가인 증권 업자에게 위탁하여 유가증권에 투자하고 이에 따른 이익을 투자인에게 배분하는(원금도 반환) 제도. 그러나 투자한 원금의 보증은 없다. 어느 주식에 투자할 것인가, 어느 사채를 구입할 것인가는 증권업자가 이를 담당하게 된다. 투자할 때는 분산 투자가 되므로 일반의 투자인이 개개의 특정주에 투자하는 데에 비하여 주가가 오른 경우의 이익은 적어지지만, 주가의 하락에 따른 위험도 적어진다. 수익증권은 무기명이므로 증권회사가 언제나 이것을 인수하게 되어 있다. 투자신탁은 1860년대에 영국에서 시작되어 1920년경에 미국으로 옮겨져 성하게 되었다.  투자신탁은 주식 투자신탁과 공사채 투자신탁이 있다. 주식 투자는 주로 주식으로 운용하고, 공사채 투자는 채권을 중심으로 운용하는 것이다.

## 주식 도매및 펀드
- 주식도매
  - 주식 도매란 주식의 가치를 평가한 뒤 주식의 성장성 경제성을 고려해 구매 하는 것이다. 주식을 도매한뒤에 주식의 가치가 올라가고, 주식이 성장을하면, 투자를 한 사람의 재산은 늘어난다. 하지만, 주식의 가치가 떨어지고, -성장(마이너스 성장)을 하면 투자를 한 사람의 재산은 줄어들게 된다. 이것이 펀드의 법칙이다. 그래서 주식투자의 거장 워렌 버핏등은 주식이 떨어질 위기라면, 주식을 팔아 버린다. 그럼 재산은 지킬 수가 있기 때문이다.
- 펀드
  - 펀드는 주식투자를 뜻하는 말이다. 펀드를 하기 위해서는 경제적 바탕지식과 사고개념이 뛰어나야 한다. 그래야만 성공적인 투자를 할 수 있고, 재산을 불릴 수있다. 주식은 단 한 사람이 소유할 수 없고, 7명 이상의 투자자가 있어야 한다. 투자금을 통해 주식은 일을 하고, 벌은 금액의 일부를 투자자들에게 보낸다. 투자자들은 이 금액을 소유하고 있지만, 그 금액을 가질 수는 없다. 금액이 늘어나면 소유한금액이 느는 것이고, 금액이 줄어들면, 소유한금액이 줄는 것이다. 이 금액을 가지기 위해서는 주식을 팔아야 한다. 그러면 안전히 금액을 보유할 수 있다.

## 주식투자의 종류
주식투자에는 두 가지 종류가 있다. 바로 가치투자와 성장투자이다.
- 가치투자
  - 가치투자는 주식의 가치만 보고 주식을 도매하는 것이다. 이 방법의 이점은 이익 늘릴 수 있다는 것이다. 주식의 가치가 높다는 것은 성공률이 높다는 뜻이고, 팔았을 때 이익이 많을 것이라는 생각을 가진 투자자들의 방법이다. 하지만  위험하다는 단점이 있다. 가치가 높다면, 가치가 다른 주식보다 많이 내려갈 수가 있기 때문이다.
- 성장투자
  - 성장투자는 더 멀게 보고 성장할 것같은 주식을 도매하는 방식이다. 이 방법의 이점은 안전성이 보장되는 것이다. 낮은 가치의 주식이 천천히 오른다면 내려도 큰 손실이 없기 때문에 오랫동안 주식을 보유할 수 있기 때문에 안전성과 여유를 보유할 수 있다. 하지만 요점은 느리다는 점이다. 지금당장 금액이 필요한데, 가치가 낮다면, 더 기다리며 잊어버리고 다른 주식을 살 수도 있다. 하지만, 큰 문제가 되지는 않다. 어차피 주식은 알아서 내리고, 오르기 때문이다.

## 역사
투자신탁의 기원으로 불리는 세계 최초의 펀드는 1868년 영국에서 생겨난 ‘해외 식민지·정부 신탁’(The Foreign Colonial & Government Trust)이었다고 한다. 이 펀드는 설립 취지서에서 “여러 가지 종류의 외국 및 식민지 정부 증권에 분산 투자해 투자 위험을 감소시킴으로써 대자본가와 마찬가지의 이익을 일반 투자자에게 돌려주기 위한 것”이라고 목적을 밝히고 있다.
한국 최초의 펀드는 1968년 자본시장육성에 관한 법률에 따라 설립된 한국투자공사(하나금융투자의 전신)가 1970년 5월 20일 수익증권 형태로 1억 원 규모로 발행한 '증권투자신탁'이다.

## 투자 대상에 따른 분류
펀드는 투자 비중에 따라 아래와 같이 분류한다.
(한국펀드평가 기준)
- 주식 펀드: 주식 및 주식 관련 파생상품에 60% 이상 투자하는 펀드
- 채권 펀드: 채권 및 채권 관련 파생상품에 60% 이상 투자하는 펀드
- 혼합 펀드: 주식과 채권을 함께 섞어 투자하는 펀드
  - 주식 혼합 펀드: 주식의 비율이 50~60%인 펀드
  - 채권 혼합 펀드: 주식의 비율이 50% 이하인 펀드
- 머니 마켓 펀드(MMF): 단기 채권에 투자하는 펀드
- 부동산 펀드: 부동산에 관하여 투자하는 펀드
- 실물 펀드: 실물 경제(금, 은 등)에 투자하는 펀드
- 재간접 펀드: 다른 펀드에 투자하는 펀드
- 특별 자산 펀드: 특수 자산(선박, 도로 등)에 투자하는 펀드

## 오픈형 투자신탁
오픈형 투자신탁은 특별히 기간이 정해져 있지 않고, 자원의 추가 설정이 가능한 투자 신탁을 가리킨다. 이것은 일반의 투자신탁이 기간을 정하여 일정액을 1단위로 해서 설정하여 각 회마다 별도 계산으로 운용되는(유닛형 투자신탁) 것과는 다르다. 오픈형 투자신탁에서는 기준 가격에 수수료를 더한 가격으로 수익 증권을 매출할 수가 있다.

## 같이 보기
- 좀비 펀드(영어판)